# Keith Connor
Keith Leroy Connor (Anguilla, Antilhas, 16 de setembro de 1957) é um antigo atleta britânico, especialista em provas de triplo salto, que foi campeão da Europa em 1982 e medalhista de bronze nos Jogos Olímpicos de Los Angeles, em 1984.

## Biografia
Nascido na pequena ilha de Anguilla, Connor emigrou com a sua família para Inglaterra, quando tinha apenas sete anos de idade. Cedo começou a dar nas vistas nas competições internacionais de atletismo, tendo ganho, em 1978, os Jogos da Commonwealth de Edmonton.
Teve a sua primeira participação olímpica em 1980, nos Jogos Olímpicos de Moscovo, onde foi quarto classificado na final com a marca de 16.87 metros. No ano de 1982 sagra-se campeão europeu e volta a vencer os Jogos da Commonwealth, desta vez em Brisbane, com 17.81 m feitos com a ajuda de vento anti-regulamentar. Nesse mesmo ano, numa prova disputada em altitude, na cidade norte-americana de Provo, consegue a sua melhor marca legal de sempre, com um registo de 17.57 m.
É também nos Estados Unidos que consegue alcançar uma medalha olímpica, depois de obter o terceiro lugar na final de triplo salto dos Jogos de Los Angeles.